# Elaeodendron lanceolatum
Elaeodendron lanceolatum är en benvedsväxtart som beskrevs av Ignatz Urban och Ekman. Elaeodendron lanceolatum ingår i släktet Elaeodendron och familjen Celastraceae. Inga underarter finns listade.